# Shizuka Nishida
Pour les articles homonymes, voir Nishida.
 Shizuka Nishida  (西田静香, Nishida Shizuka, née le 6 mars 1988 à Osaka, au Japon) est une chanteuse japonaise, qui débute en juillet 2002 en rejoignant sous le nom de scène Shizuka le groupe d'idoles japonaises dream, futur DRM puis Dream. Elle fait aussi partie de l'équipe de futsal qui en est dérivée, TEAM dream, et du groupe E-Girls. 

## Discographie
Albums avec Dream
- 26/02/2003 : Dream World
- 10/03/2004 : ID
- 29/09/2004 : 777 ~Best of Dreams~ (reprises / best of)
- 08/12/2004 : Dream Meets Best Hits Avex (reprises)
- 09/03/2005 : 777 ~Another Side Story~ (reprises / compilation)
- 27/07/2005 : Natsuiro (ナツイロ) (mini-album)
- 21/12/2005 : Boy Meets Girl (mini-album)
- 01/01/2007 : 7th Anniversary Best (best of)
- 01/01/2007 : Greatest Live Hits (live)
- 30/03/2007 : Complete Best (best of)
- 27/06/2007 : DRM (mini-album de DRM)
- 24/11/2010 : Hands Up!

Singles avec Dream
- 13/02/2003 : Music Is My Thing
- 10/09/2003 : I Love Dream World
- 25/02/2004 : Identity -Prologue-
- 04/08/2004 : Pure
- 11/08/2004 : Love Generation
- 02/03/2005 : Soyokaze no Shirabe / Story
- 07/01/2008 : Touchy Touchy (single digital de DRM)
- 07/02/2008 : Electric (single digital de DRM)
- 07/03/2008 : Tasty (single digital de DRM)
- 07/04/2008 : To You (single digital de DRM)
- 09/09/2009 : Perfect Girls / To the Top (single "indie")
- 01/03/2010 : Breakout (single "indie")
- 18/08/2010 : My Way ~ULala~
- 06/10/2010 : Ev'rybody Alright!
- 13/04/2011 : To You... (single digital)
- 30/11/2011 : Dreaming Girls (single digital)
- 29/05/2013 : Only You
- 09/10/2013 : Wanna Wanna Go! (single digital)
- 05/11/2014 : Darling (ダーリン?)
- 11/02/2015 : Konna ni mo (こんなにも?)
- 18/11/2015 : Blanket Snow (ブランケット・スノウ?)

Singles avec E-Girls
- 28/12/2011 : Celebration!
- 18/04/2012 : One Two Three
- 03/10/2012 : Follow Me
- 20/02/2013 : THE NEVER ENDING STORY
- 13/03/2013 : Candy Smile
- 02/10/2013 : Gomen Nasai no Kissing You (ごめんなさいのKissing You)
- 20/11/2013 : Kuru Kuru (クルクル)
- 26/02/2014 : Diamond Only